# 桜井道夫 (動物生態学者)
桜井 道夫（さくらい みちお、1948年 - ）は、日本の動物生態学者・環境学者。理学博士（京都大学）。札幌学院大学社会情報学部社会情報学科名誉教授。
大阪市出身。1971年京都大学農学部卒業。1978年同大学院理学研究科動物学専攻博士課程単位修得退学。1978年札幌商科大学人文学部助教授、1981年に京都大学理学博士号取得。「Socio-ecological study of the Japanese serow, Capricornis crispus (TEMMINCK) (Mammalia ; Bovidae) with reference to the flexibility of its social structure（ニホンカモシカ、Capricornis crispus (TEMMINCK)（哺乳類綱;ウシ科）の社会生態学的研究：社会構造の可塑性について）」。 
1991年札幌学院大学社会情報学部助教授、1996年同社会情報学部教授。2016年同名誉教授。

## 研究分野
生態や環境における研究が専門で、特に昆虫の社会性や昆虫のメイティング・システムに関することを研究。また、沖縄県における過剰人口現象と共同体社会なども研究対象としている。

## 主な業績
- 『環境科学事典（三訂・新版）』(札幌学院大学環境科学研究会、1992年）
- 『環境論』(札幌学院大学環境科学研究会、1997年）